# Championnat de France de rugby à XV 1987-1988
Navigation
Édition précédente Édition suivante
Le Championnat de France de rugby à XV 1987-1988 est remporté par le SU Agen après avoir battu le Stadoceste tarbais en finale. C'est le huitième Bouclier de Brennus pour Agen.
Le championnat est disputé par 80 clubs groupés initialement en seize poules de cinq. Les deux premiers de chaque poules (soit 32 clubs) forment alors le groupe A et disputent ensuite une phase de qualification en étant groupés en quatre poules de huit. Les quatre premiers de chaque poule du groupe A (soit 16 clubs) sont qualifiés pour disputer les huitièmes de finale.
Le Stade toulousain remporte le Challenge Yves du Manoir de justesse contre l'US Dax 15-13.
En groupe B, c'est le FCS Rumilly  qui devient le champion de France de première division B 1987-1988 après avoir battu le RC Nîmes en finale.

## Phase de qualification aux8ede finale
Les équipes sont listées dans leur ordre de classement à l'issue de la première phase qualificative. Les noms en gras indiquent les équipes qui se sont qualifiées pour les 8e de finale.
| - RC Toulon - SU Agen - FC Grenoble - Stadoceste tarbais - AS Béziers - FC Lourdes - Saint-Jean-de-Luz OR - Section paloise                                 | - US Dax - CA Bègles-Bordeaux - SC Graulhet - USA Perpignan - Stade aurillacois - Valence sportif - FC Auch - SC Tulle |
| - Racing club de France - Stade toulousain - Aviron bayonnais - AS Montferrand - CS Bourgoin-Jallieu - Biarritz olympique - US Romans - Stade montchaninois | - RC Narbonne - CA Brive - Stade montois - Tyrosse RCS - Stade bagnérais - RRC Nice - US Marmande - RC Hyères          |

## Huitièmes de finale
Les équipes dont le nom est en caractères gras sont qualifiées pour les quarts de finale.
| Équipe 1           | Équipe 2              | Match aller | Match retour |
| ------------------ | --------------------- | ----------- | ------------ |
| Aviron bayonnais   | Racing club de France | 15-9        | 6-28         |
| FC Grenoble        | SU Agen               | 6-3         | 10-14        |
| CA Bègles-Bordeaux | Stade montois         | 7-13        | 10-0         |
| USA Perpignan      | RC Narbonne           | 12-21       | 12-24        |
| Tyrosse RCS        | RC Toulon             | 9-13        | 16-49        |
| SC Graulhet        | Stade toulousain      | 9-13        | 12-25        |
| AS Montferrand     | CA Brive              | 12-15       | 13-24        |
| Stadoceste tarbais | US Dax                | 3-0         | 21-6         |

## Quarts de finale
Les équipes dont le nom est en caractères gras sont qualifiées pour les demi-finales.
| Équipe 1           | Équipe 2              | Résultat |
| ------------------ | --------------------- | -------- |
| SU Agen            | Racing club de France | 22-15    |
| CA Bègles-Bordeaux | RC Narbonne           | 20-26    |
| RC Toulon          | Stade toulousain      | 21-9     |
| CA Brive           | Stadoceste tarbais    | 6-13     |

## Demi-finales
| Équipe 1  | Équipe 2           | Résultat |
| --------- | ------------------ | -------- |
| SU Agen   | RC Narbonne        | 19-9     |
| RC Toulon | Stadoceste tarbais | 12-31    |

## Finale
| Équipes            | SU Agen - Stadoceste tarbais |
| Score              | 09-03 (mi-temps : 3-3) |
| Date               | 28 mai 1988 |
| Stade              | Parc des Princes (49 370 spectateurs) |
| Arbitre            | Michel Lamoulie assisté de René Hourquet et Yves Bressy. Michel Lamoulie étant blessé (fêlure d'une clavicule), il a été remplacé par René Hourquet à la 54e, M. Albarel devenant juge de touche. |
| Les équipes        | |
| SU Agen            | Titulaires : Grégoire Lascubé, Daniel Dubroca , Laurent Seigne, Patrick Pujade, Bernard Mazzer, Jacques Gratton, Dominique Erbani, Michel Capot (Philippe Benetton 48e), Pierre Berbizier, Pierre Montlaur, Éric Gleyze, Gérald Mayout, Philippe Sella, Bernard Lacombe, Philippe Bérot Remplaçants : Franck Vatbled, Éric Gayraud, Philippe Benetton, Éric Tolot, Patrick Schattel, Bruno Tolot                                                             |
| Stadoceste tarbais | Titulaires : Michel Crémaschi, Philippe Dintrans, Philippe Capdevielle, Philippe Pélissier, Alain Maleig, Thierry Janeczek, Andries van Heerden, Pierre Arthapignet (Louis-Charles Régent 64e), Michel Hondagné, Jean-Paul Trille, Éric Berdeu, Yves Crabé, Bruno Labat, Jacques Schneider (Philippe Jouanolou 41e), Vincent Romulus Remplaçants : Jean-Pierre Laroche, Alain Teulé, Louis-Charles Régent, Bertrand Renaux, Thierry Gaye, Philippe Jouanolou |
| Points marqués     | |
| SU Agen            | 2 pénalités de Bérot (39e, 49e), 1 drop de Montlaur (58e) |
| Stadoceste tarbais | 1 pénalité par Trille (31e) |

## Statistiques
Les statistiques incluent la phase finale.

### Meilleurs réalisateurs
Jérôme Bianchi est le meilleur réalisateur de la saison avec 176 points inscrits.
| Rang | Joueur            | Club          | Points |
| ---- | ----------------- | ------------- | ------ |
| 1    | Jérôme Bianchi    | RC Toulon     | 176    |
| 2    | Pascal Amalric    | USA Perpignan | 173    |
| 3    | Jean-Marc Lescure | RC Narbonne   | 148    |

### Meilleurs marqueurs
Didier Faugeron est le meilleur marqueur avec 17 essais marqués.
| Rang | Joueur            | Club          | Essais |
| ---- | ----------------- | ------------- | ------ |
| 1    | Didier Faugeron   | CA Brive      | 17     |
| 2    | William Jefferson | USA Perpignan | 13     |
| 3    | Rodolphe Modin    | CA Brive      | 11     |